# Det hele menneske (film)
Det hele menneske er en dansk dokumentarfilm fra 1984 med instruktion og manuskript af Ebbe Larsen.

## Handling
En fortælling om den folkelige gymnastiks historie. Filmen fortæller ikke alene om gymnastikken, men kommer også ind på de idéer og strømninger i tiden, som slog igennem i sporten. Der veksles mellem arkivstof og interviews.